# Trochalus seminitens
Trochalus seminitens är en skalbaggsart som beskrevs av Leon Fairmaire 1884. Trochalus seminitens ingår i släktet Trochalus och familjen Melolonthidae. Inga underarter finns listade i Catalogue of Life.